# Emilio Alonso Larrazábal
Emilio Alonso Larrazábal (* 25. Mai 1912 in Getxo, Bizkaia; † 29. Dezember 1989), auch bekannt unter dem Spitznamen Emilín, war ein spanischer Fußballspieler auf der Position des Stürmers.

## Leben
Alonso begann seine Fußballerlaufbahn 1929 in Reihen seines Heimatvereins Arenas und wechselte 1933 zum amtierenden spanischen Meister der beiden Vorjahre, Real Madrid. „Emilín“ war von Anfang an ein wichtiger Bestandteil der „Königlichen“, mit denen er in den drei aufeinander folgenden Spielzeiten zwischen 1933/34 und 1935/36 jeweils Vizemeister wurde und zweimal (1934 und 1936) die Copa del Rey gewann.
Mit dem 1936 ausbrechenden Spanischen Bürgerkrieg kam der organisierte Fußball in Spanien zum Erliegen und der gebürtige Baske schloss sich der baskischen Auswahlmannschaft an, die 1937 eine Weltreise begann und in der Saison 1938/39 als C.D. Euzkadi in der mexikanischen Liga mitwirkte.
Mit dem Ende des Spanischen Bürgerkriegs zog sich die baskische Fußballauswahl 1939 aus der mexikanischen Liga zurück und die Spieler gingen entweder in ihre Heimat zurück oder blieben in Mexiko bzw. wechselten nach Argentinien. Emilín blieb noch einige Jahre in Lateinamerika, wo er zunächst für den argentinischen Spitzenklub San Lorenzo spielte. Anschließend kehrte er nach Mexiko zurück und spielte für den Real Club España, mit dem er das Pokalfinale der Saison 1940/41 gegen den „spanischen“ Erzrivalen Asturias bestritt. Weil das am 18. Mai 1941 ausgetragene Spiel 2:2 nach Verlängerung endete und zur Ermittlung des Pokalsiegers ein weiteres Spiel erforderlich gewesen wäre, zu dem die Españistas jedoch nicht antraten, wurde Asturias am grünen Tisch zum Sieger erklärt. In der darauffolgenden Saison 1941/42 gewann Emilín (vermutlich zum Abschluss seiner aktiven Karriere) mit España den Meistertitel.
1936 bestritt Alonso zwei Länderspiele, die die spanische Nationalmannschaft gegen Österreich (4:5) und Deutschland (1:2) verlor.

## Erfolge
- Spanischer Pokalsieger: 1934, 1936
- Mexikanischer Meister: 1941/42